# Chozas de Canales
Chozas de Canales è un comune spagnolo di 3 763 abitanti situato nella comunità autonoma di Castiglia-La Mancia.